# Distretto di Chavín de Pariarca
Il distretto di Chavín de Pariarca è uno degli undici distretti della provincia di Huamalíes, in Perù. Si trova nella regione di Huánuco e si estende su una superficie di 89.25 chilometri quadrati.